# Heart of Stone (film)
Heart of Stone är en amerikansk kriminal- och actionfilm från 2023. Filmen är regisserad av Tom Harper, efter ett manus skrivet av Greg Rucka och Allison Schroeder. Filmen hade premiär den 11 augusti 2023 på strömningstjänsten Netflix. I huvudrollerna ses Gal Gadot och Jamie Dornan.

## Handling
Filmen kretsar kring den kvinnliga agenten, Rachel Stone, som bär på en stor hemlighet. Bara hon kan förhindra förlusten av sin organisations mest värdefulla tillgång, "The Heart".

## Rollista (i urval)
- Gal Gadot - Rachel Stone
- Jamie Dornan - Parker
- Alia Bhatt - Keya Dhawan
- Jing Lusi - Yan
- Sophie Okonedo - Nomad
- Matthias Schweighöfer - Jack of Hearts
- Paul Ready - Bailey
- Jon Kortajarena - The Blond
- Archie Madekwe - Ivo